# 韋爾恰內
49°15′43″N 23°53′57″E / 49.26194°N 23.89917°E

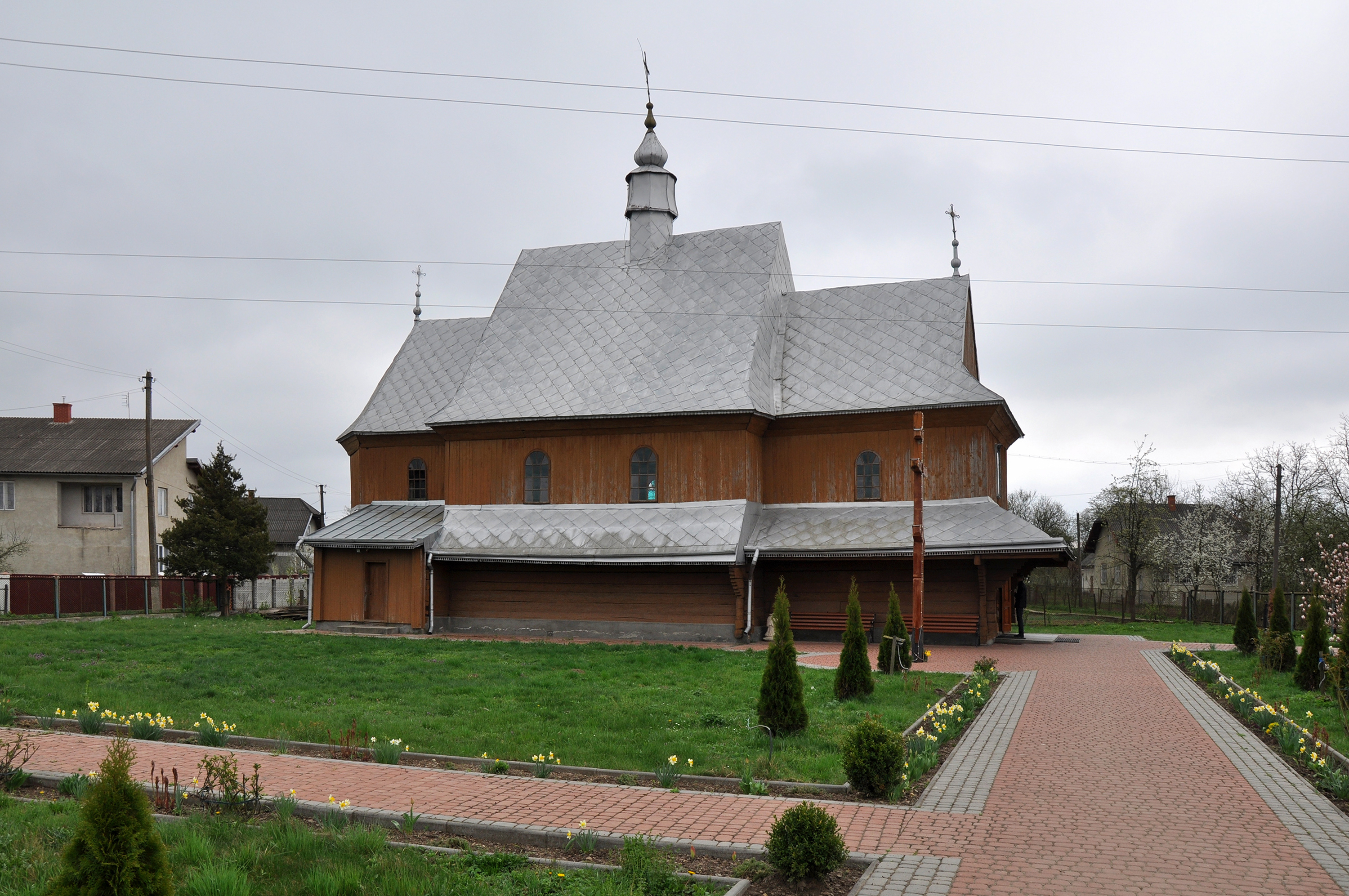
教堂

韋爾恰内（烏克蘭語：Верчани），是烏克蘭的村庄，位於該國西部利沃夫州，由斯特雷區斯特雷市鎮負責管轄，處於斯特雷河畔，始建於1826年，面積4.4平方公里，海拔高度289米，人口1,445。